# Legio X Fretensis
Legio decima Fretensis ou Legio X Fretensis ("Décima legião do Estreito") foi uma legião do exército imperial romano criada por Otaviano em 41-40 a.C. para lutar nas guerras civis da República Romana e que existiu até pelo menos a primeira década do século V.
O emblema da X Fretensis é o Touro — o anima sagrado da deusa Vênus, a ancestral mítica da gente Julia, um navio (provavelmente uma referência às batalhas de Nauloco ou Ácio, o deus Netuno e o javali.

## Final da República e início do Império
Otaviano, o herdeiro de Júlio César que seria depois conhecido como Augusto, criou esta legião e deu-lhe o número dez, uma referência à legião preferida de seu pai adotivo, a famosa Legio X Equestris. Em 36 a.C., a décima lutou, sob o comando de Otaviano, contra Sexto Pompeu na Batalha de Nauloco, onde conseguiu seu cognome "Fretensis" ("do estreito"), uma referência ao local da batalha, o Estreito de Messina (em latim: "Fretum Siculum").
Em 31 a.C., lutou na Batalha de Ácio contra as forças de Marco Antônio. Apesar de ter sido uma batalha marítima, a décima conseguiu abordar as naus inimigas que haviam sido enganchadas pelo "corvo", uma espécie de garra de ferro utilizada pela marinha romana. Sua participação nesta batalha, considerada fundamental, é provavelmente a razão da legião ter utilizado também um trirreme como um de seus símbolos. Ácio marcou também o final da guerra civil e a ascensão de Otaviano, proclamado "Augusto" pelo Senado Romano.
Telhas encontradas em Cesareia Marítima, construída nos anos 20 a.C., sugerem que a legião já estava baseada na época na Judeia. Posteriormente, a X Fretensis mudou-se para a Síria. Em 6 d.C. estava ali juntamente com a III Gallica, a VI Ferrata e a a XII Fulminata. No mesmo ano, Públio Sulpício Quirino, governador da Síria, liderou-as na supressão à revolta que irrompeu depois da deposição de Herodes Arquelau.
Sob Nero, entre 58 e 63, a X Fretensis participou da campanha de Cneu Domício Córbulo contra os partas.

## Primeira guerra judaico-romana

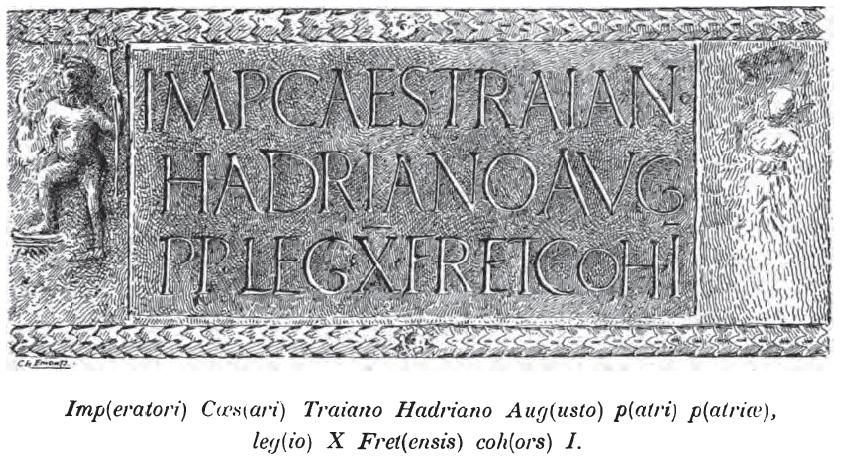
Inscrição da Legio X Fretensis.

A X Fretensis estava diretamente envolvida na primeira guerra judaico-romana (66 - 73), sob o comando supremo de Vespasiano.
Em 66, a Décima e a V Macedonica foram para Alexandria para uma invasão da Etiópia planejada por Nero. Porém, as duas legiões foram enviadas para a Judeia para sufocar uma revolta. Após passarem o inverno em Ptolemaida (moderna Acre), a X Fretensis e a V Macedonica foram realocadas para a cidade de Cesareia Marítima (67 - 68), movimento que se deu por causa do grande número de legiões que estavam se acumulando em Ptolemaida, sob Marco Úlpio Trajano, futuro governador da Síria e pai do imperador Trajano. Durante o mesmo inverno, o campo de Cesareia da Décima e da Quinta hospedou Vespasiano, que foi forçado a ir de volta para Roma no ano seguinte (o "ano dos quatro imperadores"), onde ele conseguiu tomar o poder. O filho de Vespasiano, Tito terminou a tarefa de sufocar a revolta.
Quando Taríquaca (em latim: Tarichacae) e Gamla foram conquistadas, a X Fretensis se mudou para Citópolis (a moderna Bete-Seã), a oeste do Rio Jordão. No verão de 68, a X Fretensis destruiu o mosteiro de Qumran, onde se acredita terem se originado os Manuscritos do Mar Morto. Ela acampou em Jericó para o inverno.
Em 70, a revolta em toda a Judeia já tinha sido esmagada, exceto pela cidade de Jerusalém e umas poucas fortalezas, incluindo Masada. Neste ano, a X Fretensis, junto com a V Macedonica, a XII Fulminata e a XV Apollinaris começaram o cerco a Jerusalém, coração da revolta. A Décima acampou no Monte das Oliveiras. Durante o cerco, ela ganhou fama pelo seu uso efetivo de diversas máquinas de guerra, principalmente por ser capaz de atirar rochas que pesavam um talento (por volta de 25 kg) por uma distância de dois furlongs (400m) ou mais. Os projéteis de suas balistas causaram severos danos às muralhas da cidade. De acordo com Flávio Josefo (no volume III de sua A Guerra dos Judeus), Lárcio Lépido era o comandante da X Fretensis. O cerco durou por cinco meses e a população, cercada, passou por todos os horrores da fome e da doença. Finalmente, o assalto combinado de todas as legiões conseguiu tomar a cidade, que foi então submetida a uma meticulosa destruição.

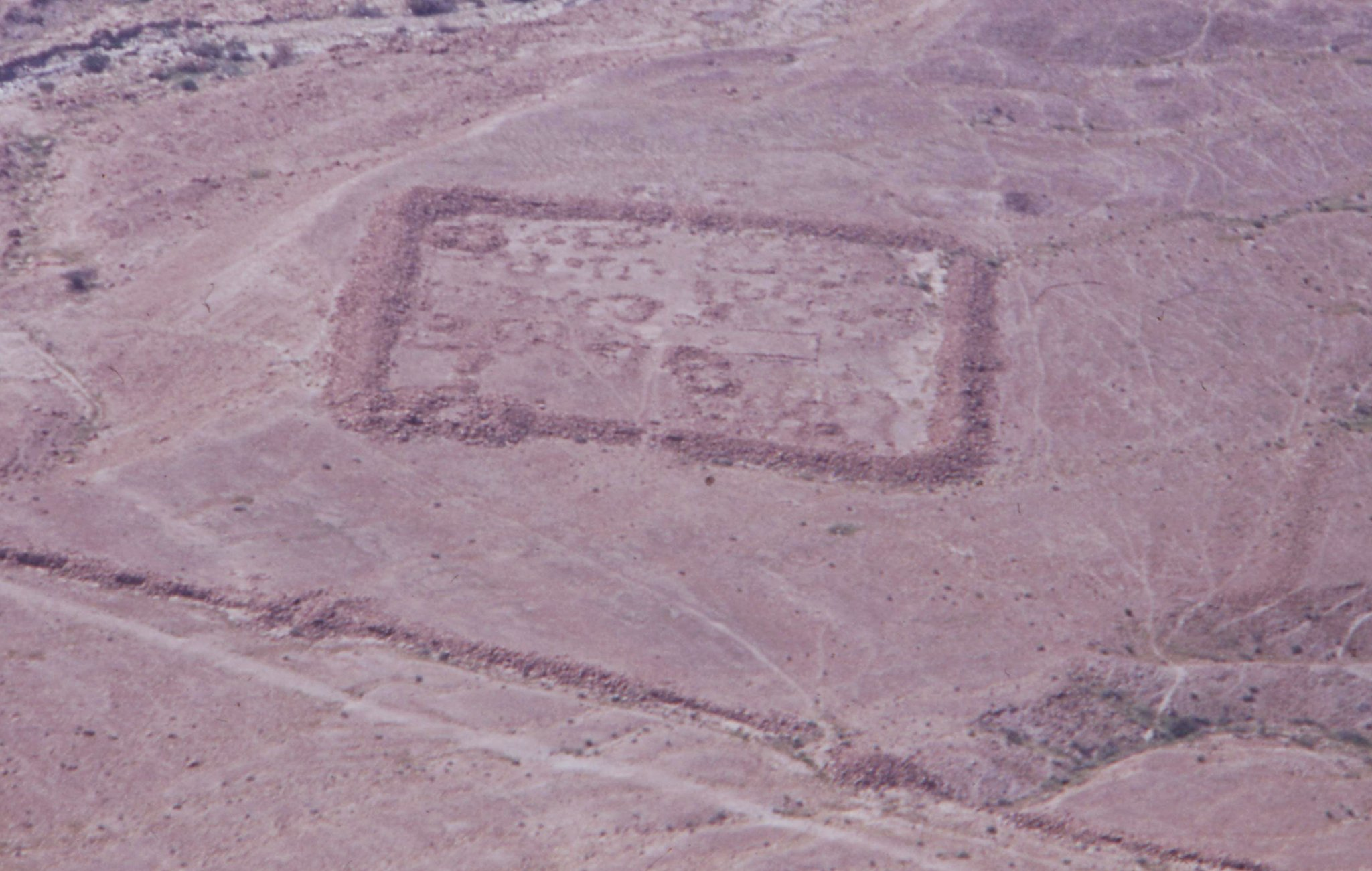
Restos de um dos acampamentos da Legio X e do muro de circunvalação no cerco de Massada.

Durante a primavera de 71, Tito partiu por mar de volta para Roma e um novo comandante militar foi designado, Lucílio Basso, cuja tarefa, dada por Roma, era realizar as missões de "limpeza" na Judeia, para exterminar focos revoltosos. Naturalmente, ele se utilizou da X Fretensis para atacar as poucas fortalezas que restavam e, como parte desta campanha, a Décima tomou o Heródio e, posteriormente, cruzou o Jordão para capturar Maqueronte, às margens do Mar Morto. Por conta de uma doença, Basso não sobreviveu à missão e Lúcio Flávio Silva o substituiu no ataque à última fortaleza remanescente, Massada, no outono de 72. Ele utilizou a Legio X, tropas auxiliares e milhares de prisioneiros judeus. Após ter sido recusado em suas ordens de rendição, Silva construiu diversos campos e uma muralha cercando o forte. Finalmente, quando os romanos finalmente romperam o cerco e tomaram a cidadela, descobriram que os defensores judeus tinham escolhido a morte através de um suicídio em massa.
Após o término da rebelião judaica, a Legio X ficou aquartelada em Jerusalém, com o campo principal localizado ao sul da cidade velha, agora livre dos edifícios que antes ali estavam. O campo da Décima foi construído aproveitando as partes sobreviventes das paredes do Palácio de Herodes, demolido por ordem de Tito. O campo estava no final do Cardo Máximo da recém-fundada Élia Capitolina.
Nesta época, a X Fretensis era a única legião postada para manter a ordem na Judeia e estava diretamente sob o comando do governador da província, que era também o legado da legião

## Terceira Guerra Judaico-Romana
Após ter participado da campanha contra os partas de Trajano, a Fretensis se envolveu na Revolta de Barcoquebas (132 - 135).
A revolta foi provocada pela decisão do imperador Adriano de construir um templo pagão, dedicado a Júpiter, em Jerusalém. Simão Barcoquebas iniciou a revolta, que ocupou a cidade com grandes baixas romanas. A guerra terminou quando o exército romano - incluindo a Fretensis e tropas vindas da região do Danúbio sob o comando de Sexto Júlio Severo - reconquistaram a cidade e cercaram, com sucesso, a última fortaleza judaica, o forte de Betar.
Como consequência da instabilidade na região, a Fretensis recebeu o apoio de uma segunda legião, a VI Ferrata, que acampou em Lejjun.

## Últimos anos

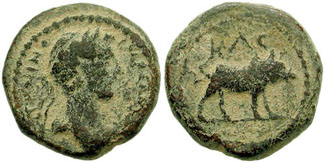
Moeda romana do tempo de Antonino Pio mostrando o javali, símbolo da X Fretensis no reverso.

Um vexillatio da Fretensis lutou nas Guerras Marcomanas de Marco Aurélio.
Em 193, a legião apoiou Pescênio Níger contra Sétimo Severo e esteve também, provavelmente, envolvida na disputa entre judeus e samaritanos. A legião ainda estava em Jerusalém durante o reinado de Caracala e Heliogábalo.
Sob Galiano, a X Fretensis foi empregada na guerra contra o Império das Gálias.
Ela se moveu para Aila (perto da atual Ácaba) provavelmente durante as reformas de Diocleciano e aparece, ainda ali, quando da compilação da Notitia Dignitatum, na década de 390, quando ela aparece servindo sob o duque da Palestina (Dux Palaestinae).

## Arqueologia
Uma inscrição latina do final do século II, encontrada na igreja de Abu Ghosh (15 km a oeste de Jerusalém) marca a presença de um vexillatio (destacamento) da X Fretensis:
VEXILLATIO
LEG X FRE
Alguns fragmentos com  a marca "L.X.F" da Legio X Fretensis estão na Torre de David, em Jerusalém. A lei romana requeria que todas as peças de cerâmica tivessem a marca do seu fabricante e as da Legio X não eram exceção, com uma enorme quantidade delas encontrada em Jerusalém.